# Bert Grabsch
Bert Grabsch (ur. 19 czerwca 1975 w Lutherstadt Wittenberg) – niemiecki kolarz szosowy, mistrz świata.

## Kariera
Bert Grabsch dorastał w Seegrehna koło Wittenbergi. Najpierw trenował piłkę nożną, po czym za namową starszego brata Ralfa, również kolarza, został zachęcony do kolarstwa. W 1986 rozpoczął treningi w lokalnym klubie, BSG Chemie Piesteritz. W roku 1989 przeszedł do SC DHfK Lipsk. Od 1998 roku jest zawodowcem. W latach 1997 i 1998 jeździł w drużynie Agro-Adler Brandenburg, a w 1999 i 2000 w Team Cologne. Między 2001 a 2006 występował w barwach Phonak Cycling Team, w 2007 T-Mobile Team, od 2008 do 2011 reprezentował Team Columbia, a następnie przeszedł do Omega Pharma-Quick Step. Po sezonie 2013 zakończył karierę.
Na mistrzostwach świata w Varese w 2008 roku odniósł jak dotychczas swój największy sukces, zdobywając złoty medal w jeździe na czas, wyprzedzając drugiego Sveina Tufta z Kanady o ponad 40 sekund. W tym samym roku wystartował na igrzyskach olimpijskich w Pekinie, zajmując trzynaste miejsce w jeździe na czas, a wyścigu ze startu wspólnego nie ukończył. Na rozgrywanych cztery lata później igrzyskach olimpijskich w Londynie zajął odpowiednio ósme i 95. miejsce.

## Ważniejsze osiągnięcia
- 2001
  - 2. miejsce Rund um Köln
- 2002
  - etap na Vuelta a Burgos
- 2007
  - Mistrzostwo Niemiec w jeździe na czas
  - etap na Vuelta a España
  - 4. miejsce w jeździe na czas na mistrzostwach świata
- 2008
  - Mistrzostwo Niemiec w jeździe na czas
  - etap w Österreich-Rundfahrt
  - klasyfikacja generalna i etap jazdy na czas na Sachsen-Tour
  - Mistrzostwo świata w jeździe na czas
- 2009
  - etap w Critérium du Dauphiné Libéré
  - mistrzostwo Niemiec w jeździe indywidualnej na czas
- 2011
  - mistrzostwo Niemiec w jeździe indywidualnej na czas
  - etap w Österreich-Rundfahrt (jazda indywidualna na czas)

## Przynależność drużynowa
- 1997 – 1998 Agro-Adler Brandenburg
- 1999 – 2000 Team Cologne
- 2001 – 2006 Phonak
- 2007 – T-Mobile Team
- 2008 – 2011 Team Columbia
- 2012 – 2013 Omega Pharma-Quick Step